# Osby
Osby este un oraș în Suedia.

## Demografie
| \| Evoluția demografică a zonei urbane Osby, 1970–2015 \| Evoluția demografică a zonei urbane Osby, 1970–2015 \| Evoluția demografică a zonei urbane Osby, 1970–2015 \| Evoluția demografică a zonei urbane Osby, 1970–2015 \| Evoluția demografică a zonei urbane Osby, 1970–2015 \| \| --------------------------------------------------------------------------------------- \| --------------------------------------------------- \| --------------------------------------------------- \| --------------------------------------------------- \| --------------------------------------------------- \| \| An \| \| \| Locuitori \| \| \| 1970 \| 1970 \| \| 6.761 \| 6.761 \| \| 1975 \| 1975 \| \| 7.021 \| 7.021 \| \| 1980 \| 1980 \| \| 7.103 \| 7.103 \| \| 1990 \| 1990 \| \| 7.504 \| 7.504 \| \| 1995 \| 1995 \| \| 7.441 \| 7.441 \| \| 2000 \| 2000 \| \| 6.903 \| 6.903 \| \| 2005 \| 2005 \| \| 6.947 \| 6.947 \| \| 2010 \| 2010 \| \| 7.157 \| 7.157 \| \| 2015 \| 2015 \| \| 7.554 \| 7.554 \| \| Sursa: SCB - Statistika Centralbyrån, Folkmängden per tätort. Vart femte år 1960 - 2016 \| \| \| \| \| |      |  |           |       |
| Evoluția demografică a zonei urbane Osby, 1970–2015 |      |  |           |       |
| An |      |  | Locuitori |       |
| 1970 | 1970 |  | 6.761     | 6.761 |
| 1975 | 1975 |  | 7.021     | 7.021 |
| 1980 | 1980 |  | 7.103     | 7.103 |
| 1990 | 1990 |  | 7.504     | 7.504 |
| 1995 | 1995 |  | 7.441     | 7.441 |
| 2000 | 2000 |  | 6.903     | 6.903 |
| 2005 | 2005 |  | 6.947     | 6.947 |
| 2010 | 2010 |  | 7.157     | 7.157 |
| 2015 | 2015 |  | 7.554     | 7.554 |
| Sursa: SCB - Statistika Centralbyrån, Folkmängden per tätort. Vart femte år 1960 - 2016 |      |  |           |       |